# سوسمار دیواری لیلفورد
سوسمار دیواری لیلفوردی (نام علمی: Podarcis lilfordi) گونه‌ای از مارمولک‌ها از خانواده سوسماران راستین و بومی جزایر بالئاری اسپانیا است.

## زیستگاه
P. lilfordi در ارتفاعات کم یافت می‌شود. این گونه عمدتاً زمینی است و عمدتاً در مناطق صخره‌ای و بوته‌زارها زندگی می‌کند، اگرچه در جنگل‌های Cabrera هم یافت می‌شود.